# Peter Rosenberg (Pfarrer)
Peter Rosenberg (* 28. Juni 1871; † 10. Juni 1919 in Riga, Lettland), lettisch Pēteris Rozenbergs, war ein lettischer lutherischer Pfarrer. Er gilt als evangelischer Bekenner und wird auf dem Rigaer Märtyrerstein erwähnt.
Die Datumsangaben in diesem Artikel richten sich, wenn nicht anders angegeben, für den Zeitraum bis 1918 nach dem julianischen Kalender.

## Leben

### Vor dem Lettischen Unabhängigkeitskrieg
Peter Rosenberg besuchte zunächst die lettische Volksschule, danach das deutsche Stadtgymnasium zu Riga. Er absolvierte sein Studium an der theologischen Fakultät der Kaiserlichen Universität Dorpat und wurde am 3. Dezember 1901 ordiniert.
Danach war Peter Rosenberg zunächst Pastor in Roop. Schon ab Herbst 1902 diente er dieser Gemeinde kommissarisch, am 2. Mai 1903 wurde er dann nach seiner Wahl und der Bestätigung durch das Konsistorium dem Sprengelspropst Karl Schlau, dem Kirchenvorsteher und den Kirchenvormündern vorgestellt und nahm das Amt danach offiziell wahr.
Während der Russischen Revolution von 1905 blieb Rosenberg trotz der Gefahr für die Landpastoren bei seiner Gemeinde. Auf einem Treffen trat er revolutionären Rednern entgegen. Sein Auftreten war so entschieden, dass die Revolutionäre vor den überzeugten Gemeindemitgliedern fliehen mussten.
Im Dezember 1905 wurde das fast 700-jährige örtliche Schloss Groß-Roop, einer der ältesten Profanbauten des Baltikums, mit Hilfe von Petroleum niedergebrannt. Die an das Schloss angebaute Gemeindekirche blieb intakt. Der Majoratsherr Johann Baron Rosen ließ das Schloss sofort wieder aufbauen.
Im November 1906 kandidierte Rosenberg erfolglos für das Amt des Pastors von Marienburg.
Im Juli 1907 wurde Peter Rosenberg von den Lennewardener Patronen nach einstimmiger Zustimmung von Vertretern der Bauerngemeinde zum Lennewardener Kirchspielpastor berufen. Am Sonntag, dem 30. September, hielt Rosenberg seine Abschiedspredigt vor zahlreichen Zuhörern in Roop. Rosenberg galt als beliebt, sein Weggang wurde bedauert. Sein Nachfolger war ab Oktober Erwin Gross.
Am Montag, dem 3. Augustjul. / 16. August 1909greg., sprach Rosenberg ein Gebet bei der Wiedereinweihung des rekonstruierten Schlosses Groß-Roop.
Ab März 1911 war er Pfarrer des lettischen Teils der Rigaer Martins-Gemeinde. Einstimmig gewählt wurde er von den Administratoren, nämlich den Ältesten Lyra, Reimers und Kopp, dem Patron Dr. jur. A. von Balmerincq, dem livländischen Generalsuperintendenten Th. Gaehtgens, sowie dem Ältermann und dem Dockmann der Großen Gilde.
Sein Wirken erreichte in dieser Position seinen Höhepunkt. Es handelte sich um eine Vorstadtgemeinde, die überwiegend aus Industriearbeitern bestand. Bislang hatte der Pastor auf dem Land gelebt. Die sozialen Bedingungen in der großen Industriestadt schockierten ihn. Alkoholismus war aus seiner Sicht eine Hauptursache vieler Probleme. So begann er eine intensive Abstinenzarbeit, die untrennbar mit dem Aufbau der Gemeinde verbunden war. Es gelang ihm, Persönlichkeiten für die Gemeindearbeit zu gewinnen.
Spenden, die von ihm zu Neujahr 1912 und 1914 geleistet wurden, wurden in der Rigaschen Rundschau erwähnt.
Im Ersten Weltkrieg bemühte er sich darum, die Folgen des Krieges für die Bevölkerung zu mildern. So kümmerte er sich um die lettischen Flüchtlinge und warb bei der Regierung in Sankt Petersburg große Geldmittel dafür ein, wozu ihm seine lettische Volkszugehörigkeit sehr dienlich war. Er sorgte für die Errichtung eines Lazaretts, in dem die Verwundeten versorgt werden konnten, und das von der Gemeinde erhalten wurde. Ferner konnte er seine guten Beziehungen nutzen, so dass er Nachrichten von Kriegsgefangenen weiterleiten konnte.
Die Besatzung durch die deutsche Armee war für ihn belastend. Die Prediger-Synode wollte 1918 Wilhelm II. ein Telegramm schicken, in dem sie ihm für die „Befreiung“ des Landes danken wollte. Peter Rosenberg protestierte dagegen, weil er sich durch seinen Eid an den Zaren gebunden fühlte.

### Während des Unabhängigkeitskrieges
Auch die Besatzung Rigas durch die atheistischen Bolschewiki während des Lettischen Unabhängigkeitskrieges war für Peter Rosenberg sehr belastend. Die Pastorenschaft wählte einige Vertrauenspersonen aus, die mit den Bolschewiki über die Benutzung der Kirchen verhandeln sollten. Zu diesen Personen gehörte Rosenberg. Diese Aufgabe war riskant. Die Verhandlungen verliefen wenig erfolgreich für Rosenberg. Ein Versuch, ihn festzunehmen, schlug fehl.
Vor seiner schließlichen Verhaftung am 2. April 1919 sagte er seiner Frau:

„Wenn auch mein Haupt fallen sollte, sei überzeugt, dass das andern den Glauben stärken wird.“

Diese Aussage sollte sich nach seinem Tod bewahrheiten. Bevor er nach seiner Verhaftung abgeführt wurde, sang er mit seiner Familie „Jesu, geh voran“. Zu seinem Gebet, das er nun sprach, gehörte auch das Kreuzeswort Lk 23,34 :

„Vater, vergib ihnen, sie wissen nicht, was sie tun.“

Er wurde im Zentralgefängnis inhaftiert. Rosenberg war sprachgewandt, so dass er in der Haft den anderen Gefangenen auf Deutsch, Lettisch und Russisch Beistand leisten konnte. Am 20. Mai sollte er nach Wenden gebracht und dort dem Tribunal vorgeführt werden. Als er von seiner Eskorte zum Bahnhof gebracht wurde, war sein Zug bereits abgefahren.
Am 22. Mai sollte er erneut zur Bahn gebracht werden. Es fuhr aber kein Zug mehr, weil Riga an diesem Tag durch die Baltische Landeswehr zurückerobert worden war. Er konnte als freier Mann nach Hause gehen. Sein Pastorat fand er abgeschlossen und unbewohnt vor. Seine Frau war unter den traumatisierenden Erfahrungen kollabiert und in eine Nervenheilanstalt eingewiesen worden. Für seine Kinder hatte daraufhin niemand mehr gesorgt, weshalb sie zu Verwandten auf dem Land geschickt worden waren. Der Pastor konnte durch ein zerbrochenes Fenster in das Gebäude gelangen. Als Erstes suchte er anschließend nach seiner Ehefrau. Er konnte sie ausfindig machen. Ihre Freude über das Wiedersehen erübrigte eine weitere Behandlung, so dass die Eheleute wieder in das Pastorat ziehen konnten.
Dieses Glück wurde durch die Fleckfieberinfektion zunichtegemacht, die sich der Pastor im Gefängnis unter den schlechten Haftbedingungen zugezogen hatte. Die Krankheit brach aus und warf Rosenberg in einen langen Todeskampf. Seine gute Konstitution verhinderte einen schnellen Tod, bis Peter Rosenberg am 10. Juni schließlich doch dem Fieber erlag.

## Beerdigung
Peter Rosenberg wurde am Sonnabend, dem 14. Juni 1919, beerdigt. Die Besucher waren zahlreich. Die Grabrede hielt Propst Erdmann. Außerdem sprachen Rosenbergs Studienkollege Oberpastor Giehm von der Johanniskirche, der Leiter des Kirchenchors, Lehrer Eiche, Bredermanis als Mitglied des Gemeindekomitees, der Gemeindeälteste von Roop, Advokat Lazdiņš vom lettischen Hilfskomitee, der Vorsteher der Rigaer Christlichen Mission Apalīts, Dr. Jankovskis vom lettischen Roten Kreuz und der Student Jaunzems vom Korps „Lettonia“.

## Porträtfoto
- Porträtfoto Peter Rosenbergs (unterste Reihe, zweites Bild von links)